# Административно-территориальное деление Багдада
Багдад разделен на 9 административных районов, которым соответствуют 9 районных консультативных советов. Все девять районов используют единый Багдадский план обеспечения безопасности.
Они были образованы в 2003 году. Члены районного совета избираются из числа 89 соседних консультативных советов в Багдаде. Число окрестных представителей районного совета основывается на населении сообщества. В городе Багдаде Консультативный совет состоит из 37 членов, из районных советов, а также исходя из численности населения района.
В приведённом ниже списке в скобках даны другие варианты написания.

## Районы к востоку от реки Тигр (Аль-Русафа)
- Русафа район
- Адхамии район
- Тавра район
  - Садр-Сити (Тавра Город)
- 7 Nissan район
- Район Карада

## Районы к западу от реки Тигр (Каркх)
- Каркх район
- Район Кадхимия
- Мансур
  - Река Ярмук (Аль-Ярмук)
  - Международный аэропорт Багдад, Дорога на Абу-Грейб
- Район Рашид

## Формирование нынешней системы
Эти официальные подразделения города служили административными центрами для предоставления коммунальных услуг, но до 2003 не выполняли никакой политической функции. Начиная с апреля 2003 года, начался процесс создания новых функций для них. Процесс первоначально был сосредоточен на выборы окрестностей в официальных районах. CPA провел ряд встреч в каждом районе, чтобы объяснить местному самоуправлению избирательный процесс и призвал участников для распространения слов приводить друзей, родственников и соседей, на последующих совещаниях. После того как все 88 (позже их число увеличилось до 89) советы микрорайонов были учреждены, каждая окрестность выбирала представителей из числа своих членов для работы на одном из 9 городских советов района. Число представителей в районе городского совета основано на население микрорайона.
Тот же самый процесс использован в представительных органах для других общин за пределами самого города.
Последним шагом в создании системы местного самоуправления в Багдаде были выборы в Совет провинций. Как и прежде, представители провинциальных советов были избраны своими сверстниками из советов количества пропорционального численности населения районов, которые они их представляют. 41 член совета провинции вступил в должность в феврале 2004 года и служил до национальных выборов, состоявшихся в январе 2005 года, когда был избран новый провинциальный совет.
Эта система отдельных 127 советов может показаться слишком громоздкой, но в провинции Багдада проживает приблизительно 7 миллионов человек. На самом низком уровне, в советах микрорайонов, каждый совет составляет в среднем 74000 человек.